# Juste debout
Le Juste debout (JD) est une rencontre internationale de danse hip-hop dont la finale se déroule à Paris depuis 2002.
Chaque année des présélections sont organisées dans le monde entier. 
Fondée par Bruce Ykanji Soné à la MJC de Champs-sur-Marne, elle reçoit le soutien de la mairie de Paris depuis 2004. La finale a lieu au Palais omnisports de Paris-Bercy depuis 2008 puis l'Accord Hotels Arena en 2016. En 2012, les 140 danseurs finalistes y prennent part devant 16 000 spectateurs [réf. nécessaire].

## Histoire

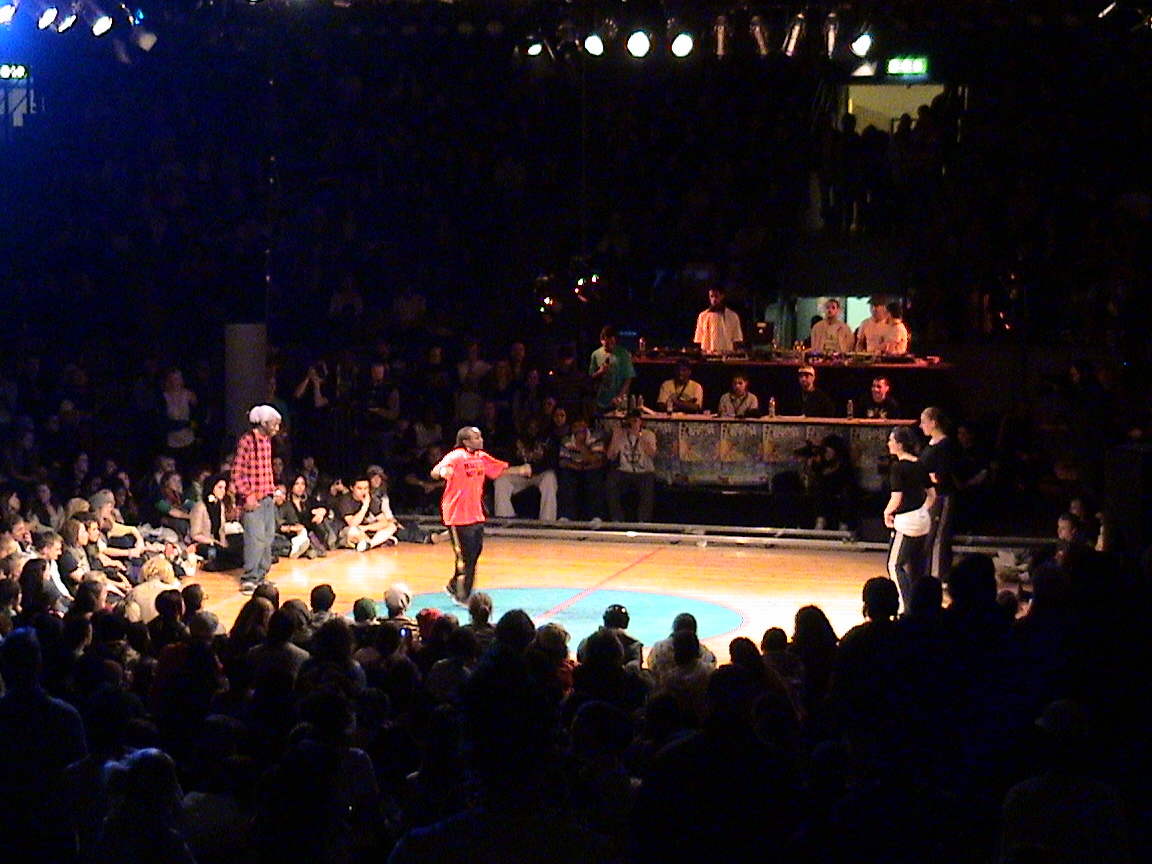
Juste debout Scandinavia 2008.

Le fondateur de l'événement est le danseur et chorégraphe franco-camerounais Bruce Soné, dit Ykanji. Il naît à Paris en 1976 et commence la danse hip hop à huit ans. En 1997, il se produit aux côtés de MC Solaar, avant de rejoindre le Ykanji Crew l'année suivante. En 2000, il danse dans la comédie musicale Les Dix Commandements. En 2002, il crée Juste debout, événement consacré aux styles de danse Hip Hop se pratiquant debout, à l'inverse du breakdance ou bboying.
La première édition se tient en 2002 au gymnase du Nesle, situé à Champs-sur-Marne en Seine-et-Marne. Elle accueille 400 spectateurs. L'affluence étant en forte hausse, Juste debout déménage au stade Pierre-de-Coubertin en 2004,. La mairie de Paris subventionne l'événement pour la première fois. Le Juste Debout acquiert une notoriété internationale et des danseurs étrangers, notamment japonais, font partie du jury. Deux ans plus tard, la 5e édition attire 7 000 personnes. À partir de 2008, le Juste Debout est organisé au Palais omnisports de Paris-Bercy. En 2011, Juste debout, le doc, réalisé par Joëlle Matos et Cécile Quiroz, est diffusé par la chaîne Canal+ à l'occasion des 10 ans de la manifestation,.
Le Juste debout est une rencontre de danse internationale. Des présélections ont lieu dans plusieurs villes françaises et à l'étranger. Lors de la 11e édition, organisée en 2012, 15 pays envoient des représentants. Cinq nations, le Canada, l'Espagne, l'Irlande, l'Italie et la Pologne, participent pour la première fois. 2 000 danseurs prennent part aux présélections françaises, organisées à l'hôtel de ville de Paris. La finale de Bercy rassemble 140 danseurs. Elle a lieu le 11 mars devant 16 000 spectateurs payants,.

## L'événement
Juste debout accueille plusieurs styles de « streetdance »,, :
- le locking, apparu au début des années 1970 ;
- le popping, né à Fresno en Californie ;
- la house dance, originaire de New York ;
- le Hip Hop newstyle (pour New York Style) ou freestyle, né à New York ;
- la catégorie dite « expérimentale », introduite au Juste debout en 2005 jusqu'en 2018
- le Junior Dance Tour, catégorie tous styles confondus, pour les enfants de 8 à 14 ans, introduite au Juste Debout en 2017.
- le toprock et le dancehall ont également fait partie des finales de façon éphémère.

Les disciplines se pratiquent duo contre duo, sauf le Junior Dance Tour où les participants s'affrontent en un contre un et la catégorie expérimentale où les participants dansent seuls à tour de rôle.

## Palmarès
| Année | Locking | Popping | Hiphop | House |
| ----- | --- | --- | --- | --- |
| 2002  | Mathias & Yann                                                                                                  | Gator & Original Matt                                                                                           | Rabah & Didier                                                                                                  | Didier & Sandra                                                                                                 |
| 2003  | Jeremy & Gemini                                                                                                 | Ajaar & Iron Mike                                                                                               | Dedson & Yugson                                                                                                 | Babson & Yugson                                                                                                 |
| 2004  | Loïc & Manu | Salah & Damon FrAost                                                                                            | Aurore & Meech                                                                                                  | Babson & Yugson                                                                                                 |
| 2005  | Khan & Woong | Ange El Fonky Juice & Sally Sly                                                                                 | Paul Ereck & Physs                                                                                              | Sandrine & Meech                                                                                                |
| 2006  | P.Lock & Jimmy Soul                                                                                             | Salah & Iron Mike                                                                                               | Joseph Go & Meech                                                                                               | Babson & Yugson                                                                                                 |
| 2007  | Loïc & Manu | Jsmooth & Future                                                                                                | Stephanie & Dedson                                                                                              | Hiro & Meech |
| 2008  | P.Lock & Jimmy Soul                                                                                             | Gucchon & Kei                                                                                                   | Niako & Salas                                                                                                   | Kenji & Pino |
| 2009  | Hicky-Taka & Sori                                                                                               | Kite & Fishboy                                                                                                  | Dy & Steve | Adnan & O.G. |
| 2010  | AKA Ya & AKA Bing                                                                                               | Nelson & Dey Dey                                                                                                | Martha & Niki                                                                                                   | Yugson & Malcom                                                                                                 |
| 2011  | Hurricane & Firelock                                                                                            | Gucchon & Kei                                                                                                   | Larry & Laurent ,Les Twins                                                                                      | Toyin & Tasha                                                                                                   |
| 2012  | Markus & Alex A-Train                                                                                           | Poppin J & Crazy Kio                                                                                            | Ben & Salas | Mamson & Babson                                                                                                 |
| 2013  | P.Lock & Jimmy Soul                                                                                             | Ness & Greenteck                                                                                                | Fabbreezy & Icee                                                                                                | Adnan & Ukay |
| 2014  | Loïc & Manu | Hozin & Kin | Majid & FrAanky Dee                                                                                             | Yugson & Malcom                                                                                                 |
| 2015  | Pas d'édition pour cause de travaux de transformation du Palais Omnisports de Paris Bercy en AccorHotels Arena. | Pas d'édition pour cause de travaux de transformation du Palais Omnisports de Paris Bercy en AccorHotels Arena. | Pas d'édition pour cause de travaux de transformation du Palais Omnisports de Paris Bercy en AccorHotels Arena. | Pas d'édition pour cause de travaux de transformation du Palais Omnisports de Paris Bercy en AccorHotels Arena. |
| 2016  | Masato & Nobby                                                                                                  | Nelson & Greenteck                                                                                              | Maika & Kyoka                                                                                                   | Frankwa & Kapela                                                                                                |
| 2017  | Vovan & Funky J                                                                                                 | Hoan & Jaygee                                                                                                   | Majid & Ukay | Hiro & Miyu |
| 2018  | Manu & Candyman                                                                                                 | Nelson & Greenteck                                                                                              | Niako & Icee | Serge & Kwame                                                                                                   |
| 2019  | Locking Jay & Tony Gogo                                                                                         | Poppin'C & Ness                                                                                                 | Diablo & Stalamuerte                                                                                            | Caleaf & Tony Ray                                                                                               |

## École de danse - Juste Debout School
Créée par Bruce Soné et Guy Weladji en 2009 dans le but de permettre aux danseurs hip hop de se perfectionner et se professionnaliser, la Juste Debout School s'adresse également aux amateurs et dispense tous les soirs des cours ouverts au public de tous niveaux. Depuis 2014, l'école est située 3 rue de l'Est dans le 20e arrondissement parisien. Dix ans après sa création, la Juste Debout School a formé de nombreux danseurs professionnels venus des 4 coins du monde[réf. nécessaire]. Quarante-neuf danseurs ont été diplômés[réf. nécessaire] et travaillent avec des compagnies de danses hip hop ou contemporaine, ont intégré des comédies musicales ou chorégraphient des spectacles.
La formation professionnelle ne se limite pas au hip hop mais à toutes les danses (contemporaine, classique, africaine, modern jazz ou expression corporelle) et aussi à des domaines plus théoriques comme l'histoire de la musique et de la danse, l'anatomie, la diététique... Il s'agit d'une formation complète de plus de 2 100 heures qui dure 3 ans. Elle offre aux élèves la possibilité d'intégrer la Compagnie de l'école à l'issue du cursus,. Elle attire de nombreux élèves étrangers. La formation est assurée par des professeurs de renommée internationale[réf. nécessaire]. Pour l'intégrer, il faut participer à des auditions qui ont généralement lieu entre mars et juillet.
L'école est également ouverte aux amateurs, qui peuvent y suivre des cours réguliers ou des stages.
Les cours du soir, appelés cours open, et les workshops (ou stages) s'adressent à tous, quel que soit le niveau : débutant, intermédiaire, avancé... Animés par des professeurs et chorégraphes expérimentés et reconnus mondialement dans leur discipline[réf. nécessaire], les cours sont destinés à ceux qui souhaitent acquérir un niveau supérieur en technique et en expression corporelle, avoir un suivi tout au long de l'année, progresser dans la danse, être à l'aise dans leur corps et prendre du plaisir.
Des cours destinés aux enfants et ados sont également proposés.
Les professeurs de la Juste Debout School adaptent leurs cours aux besoins des élèves et leur délivre des conseils personnalisés.
Les disciplines enseignées en cours open sont :
- Hip-Hop
- Popping
- House dance
- Locking
- Dancehall
- Bboying (ou Breakdance)